# Atif Sidqi
Atif Muhammad Naguib Sidqi (in arabo عاطف محمد نجيب صدقى; Tanta, 29 agosto 1930 – Il Cairo, 25 febbraio 2005) è stato un politico egiziano.
È stato il Primo ministro dell'Egitto dal novembre 1986 al gennaio 1996.
Era rappresentante del Partito Nazionale Democratico.